# Musa Dagh

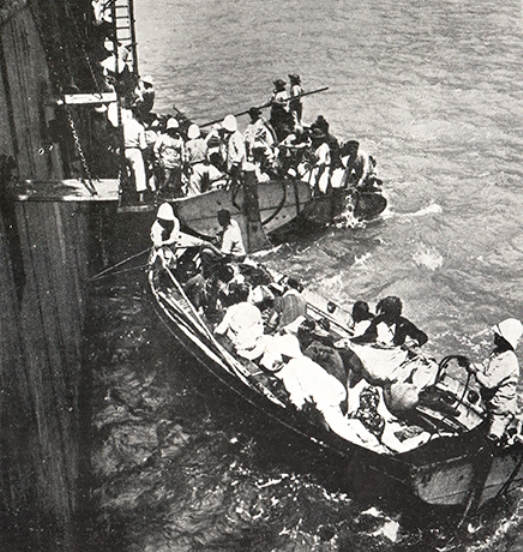
Évacuation des Arméniens du Musa Dagh en septembre 1915 sur cinq bateaux français.

De Musa Dagh is een berg in Turkije in de provincie Hatay, 25 km ten westen van Antiochië.
Tijdens de Armeense Genocide in 1915 heeft een groep Armeniërs in dit gebergte gedurende veertig dagen weerstand geboden. Deze gebeurtenis was de inspiratiebron voor het boek Die vierzig Tage des Musa Dagh van de Oostenrijkse schrijver Franz Werfel.